# TJ Sušice (fotbal)
TJ Sušice je český fotbalový klub, který v současnosti hraje I.A třída Plzeňského kraje.

## Historie
TJ Sušice vznikl v roce 1912 v Sušici jako SK Sušice. V roce 1950 byl fotbalový klub včleněn do DSO Sokol Sušice, později TJ Sušice, jejíž součástí je doposud. Klub se pohyboval především v krajských soutěžích. Zlom nastal poté, co ukončil policejní klub SKPP Sušice (bývalá Rudá hvězda) v roce 1992 svoji činnost a jeho hráči přešli do TJ Sušice. V sezońě 1995/96 poprvé postoupil do Divize. Od té doby v ní působil ještě několikrát, naposledy do divize postoupil v roce 2016 a později sestoupili zpět do krajské přebory, po sezoně 2017–18 zase sestoupil do I.A třída.

### Historické názvy
- 1912 – SK Sušice
- 1950 – DSO Sokol Sušice
- 1953 – DSO Sokol SOLO Sušice
- 1958 – TJ Tatran Sušice
- 1962 – TJ Sušice

## Sportovní areály
V současné době využívá TJ Sušice svůj vlastní stadion.

## Slavní odchovanci
- Tomáš Pekhart